# Koilás
Koilás (Koilas) är en ort i Grekland.   Den ligger i prefekturen Nomós Argolídos och regionen Peloponnesos, i den sydöstra delen av landet, 80 km sydväst om huvudstaden Aten. Koilás ligger 1 meter över havet och antalet invånare är 1 165.
Terrängen runt Koilás är platt åt sydväst, men åt nordost är den kuperad. Havet är nära Koilás åt nordväst.Runt Koilás är det ganska glesbefolkat, med 36 invånare per kvadratkilometer. Närmaste större samhälle är Kranídi, 4,7 km sydost om Koilás. Trakten runt Koilás består till största delen av jordbruksmark.